# Лесковац (Лазаревац)
Лесковац је насеље у градској општини Лазаревац у граду Београду. Према попису из 2022. било је 697 становника.
Овде се налазе Кућа породице Димитријевић и Црква Светог Великомученика Димитрија. Лесковац (пуно име Колубарски Лесковац) је добио име по дрвету леске. Крајеви у насељу су : Крушик, Лукић Крај, Жабари, Прљуша, Живковић Крај и Ливаде. Лесковац се налази на две речице. Прва је Бељаница, друга је Опарна чије је корито пресушило, осим у време већих падавина или топљења снега. Лесковац има једну продавницу, терен за мали фудбал, а својевремено је постојао фудбалски клуб „Младост”.

## Демографија
У насељу Лесковац живи 622 пунолетна становника, а просечна старост становништва износи 41,9 година (40,3 код мушкараца и 43,6 код жена). У насељу има 248 домаћинстава, а просечан број чланова по домаћинству је 3,10.
Ово насеље је великим делом насељено Србима (према попису из 2002. године).
|  |

| Демографија | Демографија | Демографија |
| Година      | Становника  | Становника  |
| ----------- | ----------- | ----------- |
| 1948.       | 999         |             |
| 1953.       | 985         |             |
| 1961.       | 937         |             |
| 1971.       | 906         |             |
| 1981.       | 843         |             |
| 1991.       | 855         | 828         |
| 2002.       | 770         | 786         |

| Етнички састав према попису из 2002.‍ | Етнички састав према попису из 2002.‍ | Етнички састав према попису из 2002.‍ | Етнички састав према попису из 2002.‍ | Етнички састав према попису из 2002.‍ |
| ------------------------------------ | ------------------------------------ | ------------------------------------ | ------------------------------------ | ------------------------------------ |
|                                      |                                      |                                      |                                      |                                      |
| Срби                                 | Срби                                 |                                      | 761                                  | 98,83%                               |
| Црногорци                            | Црногорци                            |                                      | 5                                    | 0,64%                                |
| Македонци                            | Македонци                            |                                      | 1                                    | 0,12%                                |
| непознато                            | непознато                            |                                      | 3                                    | 0,38%                                |

| Година пописа     | 1948. | 1953. | 1961. | 1971. | 1981. | 1991. | 2002. |
| ----------------- | ----- | ----- | ----- | ----- | ----- | ----- | ----- |
| Број домаћинстава | 192   | 200   | 234   | 243   | 250   | 292   | 248   |

| Број чланова      | 1  | 2  | 3  | 4  | 5  | 6  | 7 | 8 | 9 | 10 и више | Просек |
| ----------------- | -- | -- | -- | -- | -- | -- | - | - | - | --------- | ------ |
| Број домаћинстава | 58 | 59 | 36 | 35 | 27 | 23 | 9 | 0 | 0 | 1         | 3,10   |

| Пол    | Укупно | Неожењен/Неудата | Ожењен/Удата | Удовац/Удовица | Разведен/Разведена | Непознато |
| ------ | ------ | ---------------- | ------------ | -------------- | ------------------ | --------- |
| Мушки  | 324    | 102              | 195          | 15             | 12                 | 0         |
| Женски | 321    | 50               | 196          | 65             | 10                 | 0         |
| УКУПНО | 645    | 152              | 391          | 80             | 22                 | 0         |

| Пол    | Укупно                    | Пољопривреда, лов и шумарство | Рибарство                            | Вађење руде и камена | Прерађивачка индустрија       |
| ------ | ------------------------- | ----------------------------- | ------------------------------------ | -------------------- | ----------------------------- |
| Мушки  | 171                       | 46                            | 0                                    | 33                   | 26                            |
| Женски | 62                        | 23                            | 0                                    | 4                    | 8                             |
| УКУПНО | 233                       | 69                            | 0                                    | 37                   | 34                            |
| Пол    | Производња и снабдевање   | Грађевинарство                | Трговина                             | Хотели и ресторани   | Саобраћај, складиштење и везе |
| Мушки  | 11                        | 9                             | 10                                   | 2                    | 14                            |
| Женски | 0                         | 1                             | 9                                    | 0                    | 4                             |
| УКУПНО | 11                        | 10                            | 19                                   | 2                    | 18                            |
| Пол    | Финансијско посредовање   | Некретнине                    | Државна управа и одбрана             | Образовање           | Здравствени и социјални рад   |
| Мушки  | 0                         | 3                             | 1                                    | 0                    | 8                             |
| Женски | 1                         | 1                             | 3                                    | 3                    | 4                             |
| УКУПНО | 1                         | 4                             | 4                                    | 3                    | 12                            |
| Пол    | Остале услужне активности | Приватна домаћинства          | Екстериторијалне организације и тела | Непознато            | Непознато                     |
| Мушки  | 5                         | 0                             | 0                                    | 3                    | 3                             |
| Женски | 1                         | 0                             | 0                                    | 0                    | 0                             |
| УКУПНО | 6                         | 0                             | 0                                    | 3                    | 3                             |